# Dietrich Hahn (Physiker)
Dietrich Hahn (* 28. Februar 1922 in Berlin; † 25. Oktober 1984 in Braunschweig) war ein deutscher Experimentalphysiker und Hochschullehrer.
Dietrich Hahn war von 1946 bis 1955 Assistent am Lehrstuhl II für Experimentalphysik in der Abteilung für Physik der Fakultät II für Allgemeine Ingenieurwissenschaften an der Technischen Universität Berlin beschäftigt.
Am 1. Dezember 1951 wurde er mit dem Thema „Über die Lumineszenz der Alkalisulfide und -sulfate“ bei Heinrich Gobrecht promoviert. In seiner Forschung beschäftigte er sich mit der Elektrolumineszenz und Thermolumineszenz verschiedener Materialien.
Ab 1957 lehrte Dietrich Hahn zunächst als Privatdozent, von 1962 bis 1984 als außerplanmäßiger Professor für Experimentalphysik in der Abteilung für Physik der Fakultät II für Allgemeine Ingenieurwissenschaften der Technischen Universität Berlin. Außerdem war Dietrich Hahn ab 1955 als Leiter und von 1966 bis 1984 als Direktor und Professor des Laboratoriums für Optik am Institut Berlin der Physikalisch-Technischen Bundesanstalt tätig. Von 1955 bis 1975 war er in verschiedenen Funktionen im Vorstand der Physikalischen Gesellschaft zu Berlin tätig, darunter 1971 und 1973 als Vorsitzender.

## Veröffentlichungen
- mit Joachim Metzdorf, Ulrich Schley, Joachim Verch: Siebenstellige Tabellen der Planck-Funktion für den sichtbaren Spektralbereich. Vieweg+Teubner Verlag, 1964, ISBN 3-663-04049-6.
- Hrsg. mit Siegfried Wagner (Hrsg.): Kohlrausch. Praktische Physik in 3 Bänden. 23. Auflage. Teubner, Stuttgart 1985, ISBN 3-519-13001-7.
- Hrsg. mit Hans Joachim Eichler, Ludwig Bergmann, Heinrich Gobrecht, Clemens Schaefer, Heinz Niedrig (Hrsg.): Bergmann-Schaefer Lehrbuch der Experimentalphysik. 7. Auflage. Band 3. Optik. De Gruyter, Berlin 1978, ISBN 3-11-007457-5.